# توماس ييتس رايت
توماس ييتس رايت (1869 - 1964) هو لاعب كريكت سريلانكي.